# 阿莉西亚·阿隆索
阿莉西亚·阿隆索（1920年12月21日—2019年10月17日），古巴舞蹈艺术家，編舞家。

## 生平
1920年12月21日出生于哈瓦那。9岁开始在哈瓦那音乐艺术学院学习芭蕾舞，第一位老师是尼古拉·亚沃尔斯基。1931年12月，她在《胡桃夹子》舞剧中首次亮相。1937年前往纽约深造，嫁给了费尔南多·阿隆索，改从夫姓，很快就生下了女儿劳拉。
1948年以自己的名字创建了芭蕾舞团。1959年古巴革命胜利后，返回哈瓦那创建了古巴国家芭蕾舞团。她执演的芭蕾舞剧《吉賽爾》和《卡门》是古巴国家芭蕾舞团的经典剧目。在她带领下，古巴芭蕾舞水准不断提升，成为世界上最具声望的舞蹈团体之一。
2019年10月17日因心血管疾病恶化在哈瓦那去世。

## 荣誉
2000年获得古巴政府授予的何塞·马蒂勋章，2003年获授法国荣誉军团军官勋章。2017年被任命为联合国教科文组织亲善大使。